# Harvey Neville
Harvey Neville (Mánchester, 26 de junio de 2002) es un futbolista británico-inglés, que juega en la posición de lateral derecho o centrocampista para el equipo Phoenix Rising FC de la USL Championship de los Estados Unidos de América.
Es hijo del exfutbolista inglés Phil Neville (n. 1977), sobrino del también exfutbolista inglés Gary Neville (n. 1975), y nieto del exjugador australiano de críquet Neville Neville (1949‑2015).

## Trayectoria
Comenzó su carrera en las divisiones inferiores del antiguo club de su padre, el Manchester United, pero más tarde se mudó y jugó con los equipos juveniles del Manchester City y del club español, Valencia CF.  En 2018, Neville regresó al Manchester United y en julio de 2020 firmó su primer contrato profesional con este.
El 7 de mayo de 2021, firmó con el Inter de Miami y el 11 de mayo del año siguiente hizo su debut competitivo con el club, como suplente, ingresando en el minuto 84' en detrimento de DeAndre Yedlin, en una victoria por 3-1 por la US Open Cup de local ante South Georgia Tormenta FC.

## Selección nacional
A diferencia de su padre, Phil Neville, y de su tío, Gary Neville, que han sido parte de la selección de fútbol de Inglaterra, Harvey ha optado por representar a la selección de fútbol de Irlanda, que fue posible mediante su abuela materna, quien poseía la nacionalidad irlandesa.

## Clubes
| Club                            | País           | Año           |
| ------------------------------- | -------------- | ------------- |
| Inter Miami II                  | Estados Unidos | 2021-2023     |
| Inter de Miami                  | Estados Unidos | 2021-2023     |
| Loudoun United (cedido)         | Estados Unidos | 2023          |
| Portland Timbers 2              | Estados Unidos | 2024          |
| Sacramento Republic FC (cedido) | Estados Unidos | 2024          |
| Phoenix Rising FC               | Estados Unidos | 2025-presente |

## Palmarés

### Títulos internacionales
| Título      | Club           | País           | Año  |
| ----------- | -------------- | -------------- | ---- |
| Leagues Cup | Inter de Miami | Estados Unidos | 2023 |